# María de Abarca
María de Abarca, activa a Madrid a mitjan segle xvii, va ser una pintora barroca espanyola especialitzada en la pintura de retrats, que practicava per afició i amb notable encert.
És José García Hidalgo qui, en els seus Principios para practicar el nobilísimo y real arte de la pintura (Madrid, 1691), va transmetre la notícia, recollida després per Ceán Bermúdez en el Diccionario histórico de los más ilustres profesores de las Bellas Artes en España.
Entre les dones artistes del segle xvii espanyol, amb figures tan rellevants com La Roldana o Josefa de Obidos, María de Abarca és figura en certa manera singular doncs la seva pràctica de la pintura té lloc al marge dels tallers familiars en els quals es van formar, a més de les dues artistes citades, Luisa de Valdés, filla de Juan de Valdés Leal, Francisca Palomino i Velasco, germana d'Antonio Palomino, o Andrea i Claudia, filles de Pedro de Mena, entre tantes altres.